# Prix Italia
Il Prix Italia è il più antico e longevo concorso internazionale dedicato alle migliori produzioni radiofoniche, televisive e multimediali realizzate da broadcaster pubblici e privati. È organizzato con cadenza annuale dalla Rai a partire dal 1948 ed è insignito dell'Alto Patronato del Presidente della Repubblica Italiana.
Il festival si svolge in una settimana tra settembre e ottobre in una città italiana scelta di anno in anno, in collaborazione con gli enti locali e territoriali. L'evento è un'occasione di incontro e di confronto a più voci tra culture, linguaggi e media differenti. Oltre al concorso, il Prix è animato da numerosi appuntamenti gratuiti aperti al pubblico italiano e internazionale quali eventi speciali, conferenze stampa, laboratori, anteprime Rai, rassegne cinematografiche e programmi radiofonici e televisivi in onda dalla città ospitante.
Attualmente la comunità internazionale del Prix Italia è composta da oltre 100 enti radiotelevisivi pubblici e privati, in rappresentanza di 57 Paesi dei cinque continenti, espandendosi ogni anno con nuovi ingressi. 

## Storia

I vincitori del Premio Italia alla Villa Comunale di Milano il 9 ottobre 1952. Da sinistra, il vincitore Marius Constant, il presidente della radio Cristiano Ridomi, il presidente della giuria internazionale René Dovaz, il ministro Giuseppe Spataro, il vincitore Giorgio Federico Ghedini, il direttore della Rai Salvino Sernesi; sullo sfondo si intravede Franco Antonicelli.

La fondazione avvenne a Capri nel 1948. La prima edizione si tenne a Venezia nel 1949. Originariamente dedicato soltanto ai lavori radiofonici, dal 1957 è esteso anche alle opere televisive. Dal 1998 il concorso premia anche i progetti multimediali realizzati sulle piattaforme digitali. Nell'arco degli anni è stato ospitato in molte delle città d'arte italiane più note, e questo gli ha fatto assumere grande rilevanza internazionale divenendo presto una manifestazione fra le più importanti del suo genere in campo mondiale.
L'idea di un premio radiofonico internazionale era stata proposta nella primavera del 1948 durante una riunione fra il direttore generale della Rai, Salvino Sernesi, il direttore dei programmi Giulio Razzi e il dirigente del settore drammatica e rivista, il commediografo Sergio Pugliese. Il 13 settembre dello stesso anno fu la data indicata per riunire a Capri le delegazioni di quattordici enti radiofonici in rappresentanza di Austria, Stato del Vaticano, Egitto, Francia, Gran Bretagna, Italia, Principato di Monaco, Olanda, Polonia, Portogallo, Svezia, Svizzera, Cecoslovacchia e Trieste che allora era territorio libero. L'invito fu esteso anche agli Stati Uniti, all'UNESCO e ad alcuni enti culturali come il centro italiano di studi radiofonici, che parteciparono in veste di osservatori. In quella stessa occasione fu redatto un regolamento e ufficialmente istituito il premio di stampo internazionale. Una delle prerogative del Prix Italia, oggi abolita, fu costituita dal fatto che l'ammontare delle vincite era frutto del contributo che ogni emittente doveva versare ad ogni edizione presso il Segretariato Generale, organismo che fu istituito fin dagli albori. Si trattava di un meccanismo democratico che consentiva alle stesse emittenti di assumere la responsabilità del proprio operato.

## Il Concorso
Attualmente le categorie in concorso sono nove, a cui si aggiungono tre premi speciali:
- Radio & Podcast Documentary
- Radio & Podcast Drama
- Radio & Podcast Music

- TV Documentary
- TV Drama
- TV Performing Arts

- Digital Factual
- Digital Fiction
- Digital Interactive

- IFAD COPEAM Special Prize
- Signis Special Prize
- Special Prize in Honour of the President of the Italian Republic

Ciascuna categoria prevede una giuria composta, con un meccanismo di rotazione annuale, dai rappresentanti dei broadcaster che compongono la comunità internazionale del Prix. Per ogni categoria i giurati selezionano tre prodotti finalisti, presentati durante i giorni del festival. I vincitori vengono decretati dopo una discussione tra i membri delle giurie e, caratteristica peculiare del Prix Italia, dopo un confronto ravvicinato con gli autori e i registi dei programmi finalisti, anch'essi ospiti della manifestazione.

## Edizioni
| 76ª (2024)        | Torino - Loud and Clear                                                                               |
| 75ª (2023)        | Bari - Engage Me                                                                                      |
| 74ª (2022)        | Bari - Sustainable Me                                                                                 |
| 73ª (2021)        | Milano - Ripartire dalla cultura e dall'intrattenimento. Il ruolo dei media per un nuovo Rinascimento |
| 72ª (2020)        | Roma - Servizio pubblico e newsroom virtuali: Ritorno al futuro?                                      |
| 71ª (2019)        | Roma - Identità culturale in un mercato globale                                                       |
| 70ª (2018)        | Capri - Da Capri a Capri: 70 anni di storytelling internazionale                                      |
| 69ª (2017)        | Milano - Back to Facts - La realtà contro le false notizie                                            |
| 68ª (2016)        | Lampedusa - Historytelling, Now                                                                       |
| 67ª (2015)        | Torino - Il potere delle storie e il laboratorio della creatività                                     |
| 66ª (2014)        | Torino - Il laboratorio dell'innovazione                                                              |
| 65ª (2013)        | Torino - L'albero delle idee. 65 anni di cultura in radio, televisione e web                          |
| 64ª (2012)        | Torino - Il futuro nella cultura della legalità                                                       |
| 63ª (2011)        | Torino                                                                                                |
| 62ª (2010)        | Torino                                                                                                |
| 61ª (2009)        | Torino                                                                                                |
| 60ª (2008)        | Cagliari                                                                                              |
| 59ª (2007)        | Verona                                                                                                |
| 58ª (2006)        | Venezia                                                                                               |
| 57ª (2005)        | Milano                                                                                                |
| 56ª (2004)        | Catania/Taormina                                                                                      |
| 55ª (2003)        | Catania/Siracusa                                                                                      |
| 54ª (2002)        | Palermo/Agrigento                                                                                     |
| 53ª (2001)        | Bologna/Reggio Emilia                                                                                 |
| 52ª (2000)        | Bologna/Rimini                                                                                        |
| 51ª (1999)        | Firenze/Siena                                                                                         |
| 50ª (1998)        | Assisi                                                                                                |
| 49ª (1997)        | Ravenna                                                                                               |
| 48ª (1996)        | Napoli                                                                                                |
| 47ª (1995)        | Bologna                                                                                               |
| 46ª (1994)        | Torino                                                                                                |
| 45ª (1993)        | Roma                                                                                                  |
| 44ª (1992)        | Parma                                                                                                 |
| 43ª (1991)        | Urbino/Pesaro                                                                                         |
| 42ª (1990)        | Palermo                                                                                               |
| 41ª (1989)        | Perugia                                                                                               |
| 40ª (1988)        | Capri                                                                                                 |
| 39ª (1987)        | Vicenza                                                                                               |
| 38ª (1986)        | Lucca                                                                                                 |
| 37ª (1985)        | Cagliari                                                                                              |
| 36ª (1984)        | Trieste                                                                                               |
| 35ª (1983)        | Capri                                                                                                 |
| 34ª (1982)        | Venezia                                                                                               |
| 33ª (1981)        | Siena                                                                                                 |
| 32ª (1980)        | Riva del Garda                                                                                        |
| 31ª (1979)        | Lecce                                                                                                 |
| 30ª (1978)        | Milano                                                                                                |
| 29ª (1977)        | Venezia                                                                                               |
| 28ª (1976)        | Bologna                                                                                               |
| 27ª (1975)        | Firenze                                                                                               |
| 26ª (1974)        | Firenze                                                                                               |
| 25ª (1973)        | Venezia                                                                                               |
| 24ª (1972)        | Torino                                                                                                |
| 23ª (1971)        | Venezia                                                                                               |
| 22ª (1970)        | Firenze                                                                                               |
| 21ª (1969)        | Mantova                                                                                               |
| 20ª (1968)        | Roma                                                                                                  |
| 19ª (1967)        | Ravenna                                                                                               |
| 18ª (1966)        | Palermo                                                                                               |
| 17ª (1965)        | Firenze                                                                                               |
| 16ª (1964)        | Genova                                                                                                |
| 15ª (1963)        | Napoli                                                                                                |
| 14ª (1962)        | Verona                                                                                                |
| 13ª (1961)        | Pisa                                                                                                  |
| 12ª (1960)        | Trieste                                                                                               |
| 11ª (1959)        | Sorrento                                                                                              |
| 10ª (1958)        | Venezia                                                                                               |
| 9ª (1957)         | Taormina                                                                                              |
| 8ª (1956)         | Rimini                                                                                                |
| 7ª (1955)         | Perugia                                                                                               |
| 6ª (1954)         | Firenze                                                                                               |
| 5ª (1953)         | Palermo                                                                                               |
| 4ª (1952)         | Milano                                                                                                |
| 3ª (1951)         | Napoli                                                                                                |
| 2ª (1950)         | Torino                                                                                                |
| 1ª (1949)         | Venezia                                                                                               |
| Fondazione (1948) | Capri                                                                                                 |

## Partecipazioni illustri
Nel corso delle varie edizioni hanno presentato i loro lavori artisti fra i più noti in campo internazionale come Bertolt Brecht, Riccardo Bacchelli, Umberto Eco, Italo Calvino, Eduardo De Filippo, Françoise Sagan fra gli scrittori, Ermanno Olmi, Francesco Rosi, Krzysztof Zanussi, Sydney Pollack, Roberto Rossellini fra i registi, e Luciano Berio, Bruno Maderna, Flavio Emilio Scogna, Lorenzo Ferrero, Krzysztof Penderecki fra i compositori. Hanno vinto premi artisti come Ingmar Bergman, Harold Pinter, Daisy Lumini, Eugène Ionesco, Federico Fellini, Samuel Beckett, René Clair, Werner Herzog e molti altri.